# Agropsar
Agropsar – rodzaj ptaków z rodziny szpakowatych (Sturnidae).

## Występowanie
Rodzaj obejmuje gatunki występujące we wschodniej Azji.

## Morfologia
Długość ciała 17 cm, masa ciała 50–100 g.

## Systematyka

### Etymologia
Greckie αγρος agros – „pole”; ψαρ psar, ψαρος psaros – „szpak”.

### Podział systematyczny
Takson wyodrębniony ostatnio ze Sturnus. Do rodzaju należą następujące gatunki:
- Agropsar sturninus (Pallas, 1776) – szpak mandżurski
- Agropsar philippensis (J.R. Forster, 1781) – szpak rdzawolicy